# Chi Dong riềng
Chi Dong riềng, còn gọi là dong tây, danh pháp khoa học: Canna, là chi duy nhất của Họ Dong riềng (Cannaceae).

## Phân bố
Các loài trong chi này là bản địa các vùng nhiệt đới và cận nhiệt đới châu Mỹ, nhưng đã du nhập và tự nhiên hóa tại vùng nhiệt đới và cận nhiệt đới Cựu thế giới.

## Các loài
Chi này hiện tại có 12 loài hiện tại được công nhận.
- Canna bangii Kraenzl., 1912
- Canna flaccida Salisb., 1791
- Canna glauca L., 1753
- Canna indica L., 1753
- Canna iridiflora Ruiz & Pav., 1798
- Canna jaegeriana Urb., 1917
- Canna liliiflora Warsz. ex Planch., 1855
- Canna lineata Ciciar., 2014
- Canna paniculata Ruiz & Pav., 1798
- Canna pedunculata Sims, 1822
- Canna tandilensis Ciciar., 2015
- Canna tuerckheimii Kraenzl., 1912

Ở Việt Nam có vài loài như: 
- Chuối hoa lai/Ngải hoa (Canna × hybrida Rodigas, 1895 = C. glauca × C. indica × C. iridiflora): Hoa to có màu sặc sỡ, đỏ hay vàng, làm cảnh.
- Dong riềng đỏ/chuối củ/chuối hoa (Canna indica): Hoa nhỏ màu đỏ không đẹp bằng loài trên, trồng lấy củ ăn, lấy bột làm miến.
- Phấn mĩ nhân tiêu (Canna glauca).
- Ngải hoa đỏ (Canna tuerckheimii).

## Hình ảnh

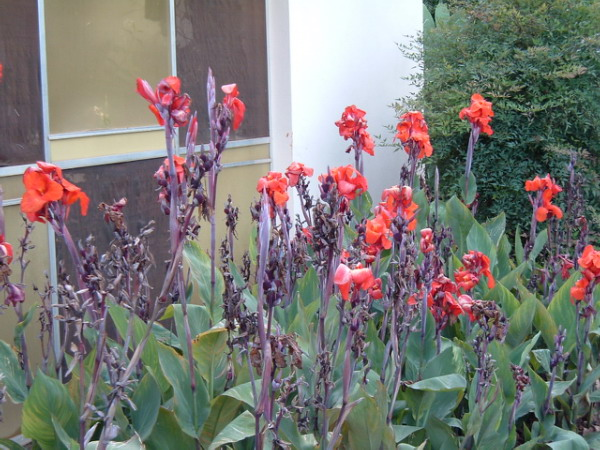
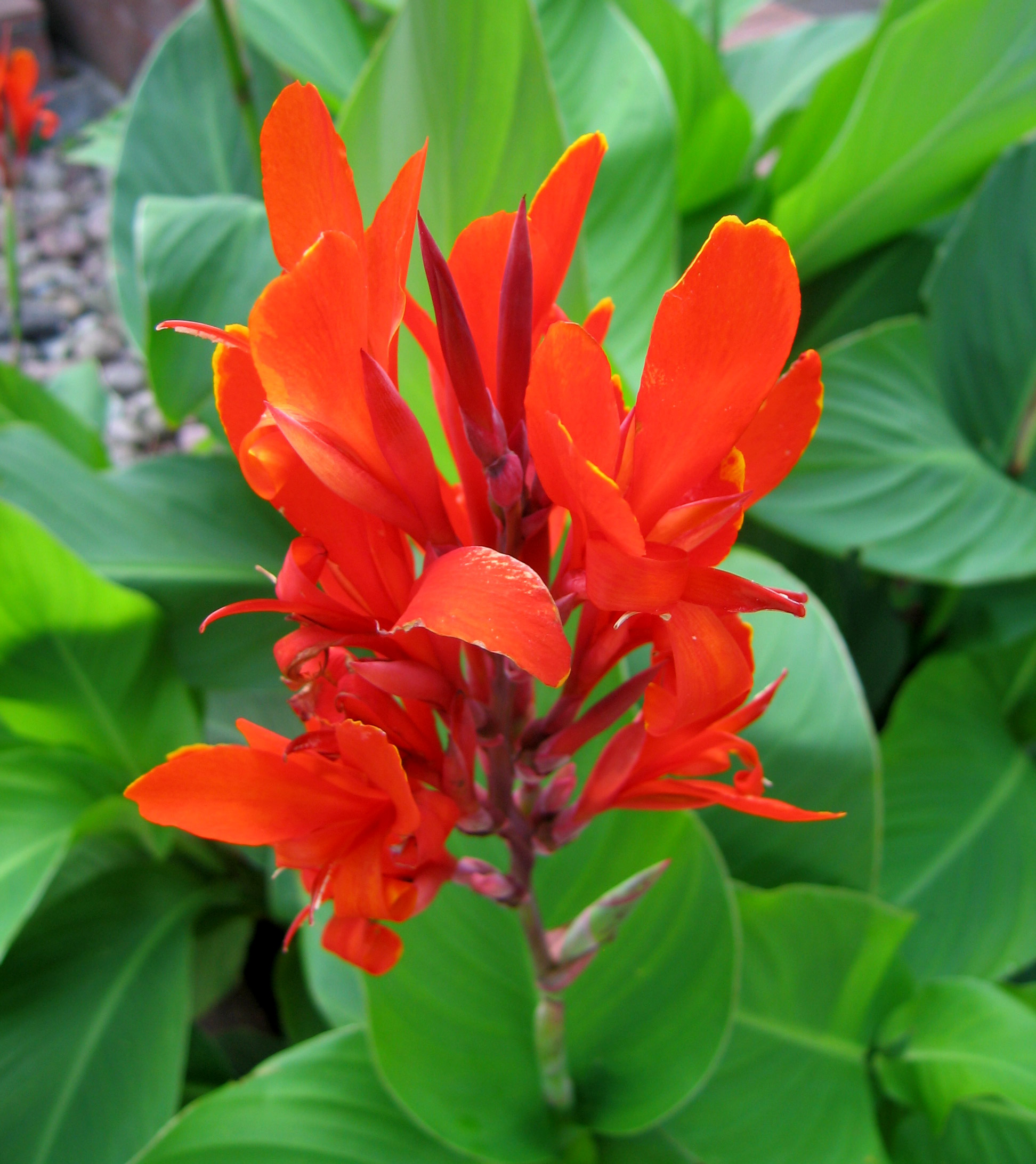
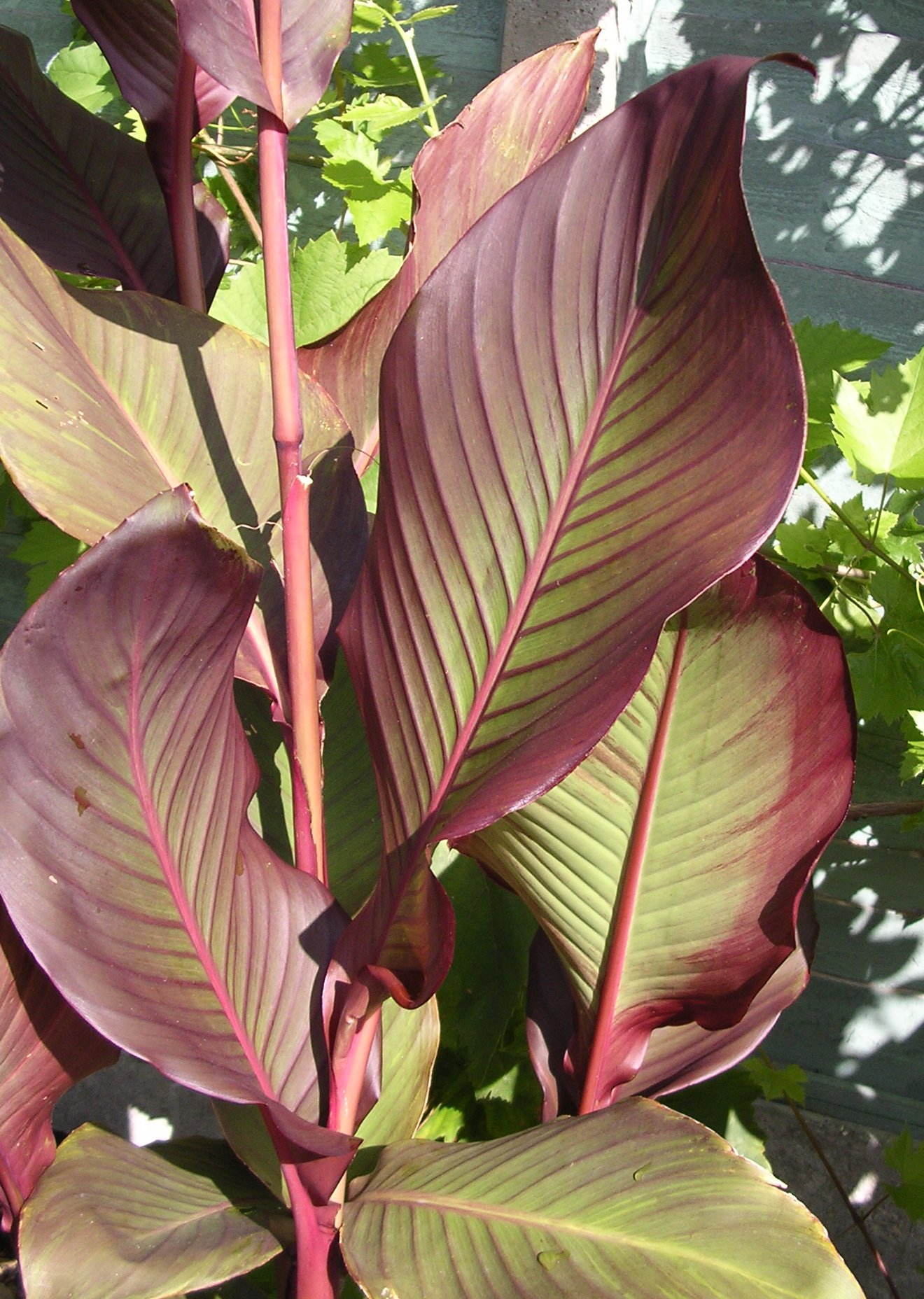